# MBH Bank Ballan CSB
MBH Bank Ballan CSB is een Italiaanse continentale wielerploeg. De ploeg werd in 2011 opgericht en heeft sinds 2019 een continentale licentie.

## Geschiedenis
De ploeg kwam in 2011 voort uit de Italiaanse clubploeg UC Bergamasca 1902 dat in 2010 rondreed als De Nardi-Colpack-Bergamasca. De clubploeg ging terug focussen op junioren terwijl Team Colpack verderging bij de elite zonder contract en beloften. De ploeg staat bekend als opleidingsploeg van Italiaanse talenten. In 2017 ging de ploeg samenwerken met de World Tour-ploeg Bahrein-Merida als opleidingsploeg. In 2019 verkreeg de ploeg een continentale licentie en kwam sindsdien uit in de continentale circuits.
In 2024 werd de Hongaarse bank MBH Bank medesponsor waardoor de ploeg een aantal Hongaarse renners aantrok voornamelijk van het Hongaarse clubteam MHB Bank Cycling Team.

## Ploegnamen
| Jaar                                | Naam | UCI-code |
| ----------------------------------- | --- | -------- |
| 2011-2019 2020-2022 2023 2024 2025- | Team Colpack Team Colpack Ballan Team Colpack Ballan CSB Team MBH Bank Colpack Ballan MBH Bank Ballan CSB | CPK MBH  |

## Ploegleiding
| Voormalig Ivan Quaranta (2017-2021) Mirco Lorenzetto (2019) Marco Babiloni (2022-2023) | 2025 Antonio Bevilacqua (2011-) Gianluca Valoti (2011-) Rosa Dileo (2019-) Flavio Miozzo (2020-) Giuseppe Di Leo (2021-) Davide Martinelli (2024-) Giuseppe Martinelli (2025-) |

## Renners
| Voormalig (2011-2019) Stefano Locatelli (2011) Paolo Bianchini (2011-2012) Joshua Edmondson (2011-2012) Giuseppe Fonzi (2011-2012) Edoardo Zardini (2011-2012) Davide Villella (2011-2013) Gianfranco Zilioli (2011-2013) Manuel Senni (2011-2014) Andrea Di Corrado (2011, 2014) Paolo Colonna (2012-2013) Nicola Ruffoni (2012-2013) Luca Pacioni (2012-2014) Fausto Masnada (2012-2016) Simone Consonni (2013-2016) Oliviero Troia (2013-2016) Francesco Lamon (2013-2018) Iuri Filosi (2014) Giulio Ciccone (2014-2015) Damiano Cima (2014-2015) Davide Martinelli (2014-2015) Edward Ravasi (2014-2016) Filippo Zaccanti (2014-2017) Edoardo Affini (2015) Ahmed Galdoune (2015) Riccardo Minali (2015-2016) Andrea Garosio (2015-2017) Seid Lizde (2015-2017) Umberto Orsini (2015-2017) Attilio Viviani (2015-2017) Filippo Ganna (2016) Simone Bevilacqua (2016) Mark Padun (2016-2017) Nicolas Dalla Valle (2016-2018) Andrea Toniatti (2016-2018) Enrico Zanoncello (2016-2018) Carloalberto Giordani (2016-2018) Alessandro Fedeli (2017) Matteo Sobrero (2017) Giovanni Carboni (2017) Leonardo Bonifazio (2017) Stefano Oldani (2017-2018) Andrea Bagioli (2018) | Voormalig (2019-2024) Andrea Toniatti (2019) Andrea Bagioli (2019) Paolo Baccio (2019) Davide Botta (2019) Luca Colnaghi (2019) Alessandro Covi (2019) Jakob Dorigoni (2019) Paul Double (2019) Jalel Duranti (2019) Giacomo Garavaglia (2019) Richard Holec (2019) Felix James Meo (2019) Lucio Pierantozzi (2019) Filippo Rocchetti (2019) Davide Baldaccini (2019-2020) Giulio Masotto (2019-2020) Nicolas David Gomez (2019-2022) Aldo Caiati (2020) Leandro Masotto (2020) Michael Minali (2020) Andrea Piccolo (2020) Alessio Riccardi (2020) Tommaso Rigatti (2020) Antonio Tiberi (2020) Karel Vacek (2020) Samuele Zoccarato (2020) Luca Rastelli (2020-2021) Michele Gazzoli (2020-2021) Alessio Martinelli (2020-2021) Gidas Umbri (2020-2022) Davide Persico (2020-2023) Juan Ayuso (2021) Filippo Baroncini (2021) Yuri Brioni (2021) Alessandro Verre (2021) Francesco Calí (2021-2022) Mattia Petrucci (2021-2022) Nicola Plebani (2021-2022) Francesco Della Lunga (2021-2023) Davide Boscaro (2021-2024) Sergio Meris (2021-2024) | Voormalig (2019-2024) Lorenzo Balestra (2022) Alessandro Baroni (2022) Egidio Karim Raviele (2022) Ronan O'Connor (2022-2023) Alessandro Romele (2022-2023) Ruben Sanchez (2022-2023) Florian Kajamini (2022-2024) Nicolas Milesi (2023) Leonardo Volpato (2023-2024) Zoltán Antal Lepold (2024) Angelo Monister (2024) Bálint Orosz (2024) | 2025 Samuel Quaranta (2021-) Matteo Ambrosini (2022-) Diego Bracalente (2023-) Gabriele Casalini (2023-) Luca Cretti (2023-) Lorenzo Masciarelli (2023-) Lorenzo Nespoli (2023-) Pavel Novák (2023-) Christian Bagatin (2024-) Edoardo Cipollini (2024-) Matteo Fiorin (2024-) Márk Valent (2024-) Leonardo Vesco (2024-) Cesare Chesini (2025-) Bálint Makrai (2025-) Manuel Oioli (2025-) Enrico Simoni (2025-) Zsombor Tamás Takács (2025-) Barnabás Vas (2025-) |